# Jamaica a 2012. évi nyári olimpiai játékokon
Jamaica a nagy-britanniai Londonban megrendezett 2012. évi nyári olimpiai játékok egyik részt vevő nemzete volt. Az országot az olimpián 4 sportágban 50 sportoló képviselte, akik összesen 13 érmet szereztek.

## Érmesek
| Érem  | Versenyző | Sportág  | Versenyszám           |
| ----- | --- | -------- | --------------------- |
| Arany | Usain Bolt | Atlétika | Férfi 100 m           |
| Arany | Usain Bolt | Atlétika | Férfi 200 m           |
| Arany | Nesta Carter Michael Frater Yohan Blake Usain Bolt Kemar Bailey-Cole                                                      | Atlétika | Férfi 4 × 100 m váltó |
| Arany | Shelly-Ann Fraser-Pryce                                                                                                   | Atlétika | Női 100 m             |
| Ezüst | Yohan Blake | Atlétika | Férfi 100 m           |
| Ezüst | Yohan Blake | Atlétika | Férfi 200 m           |
| Ezüst | Shelly-Ann Fraser-Pryce                                                                                                   | Atlétika | Női 200 m             |
| Ezüst | Shelly-Ann Fraser-Pryce Sherone Simpson Veronica Campbell-Brown Kerron Stewart Samantha Henry Robinson Schillonie Calvert | Atlétika | Női 4 × 100 m váltó   |
| Bronz | Warren Weir | Atlétika | Férfi 200 m           |
| Bronz | Hansle Parchment | Atlétika | Férfi 110 m gát       |
| Bronz | Veronica Campbell-Brown                                                                                                   | Atlétika | Női 100 m             |
| Bronz | Christine Day Rosemarie Whyte Shericka Williams Novlene Williams-Mills Shereefa Lloyd                                     | Atlétika | Női 4 × 400 m váltó   |
| Bronz | Kaliese Spencer | Atlétika | Női 400 m gát         |

## Atlétika
Férfi
| Versenyző                                                            | Versenyszám     | Selejtező | Selejtező | Selejtező | Előfutam      | Előfutam      | Előfutam      | Elődöntő      | Elődöntő      | Elődöntő      | Döntő   | Döntő    |
| Versenyző                                                            | Versenyszám     | Idő       | Hely.     | Össz.     | Idő           | Hely.         | Össz.         | Idő           | Hely.         | Össz.         | Idő     | Helyezés |
| -------------------------------------------------------------------- | --------------- | --------- | --------- | --------- | ------------- | ------------- | ------------- | ------------- | ------------- | ------------- | ------- | -------- |
| Usain Bolt                                                           | 100 m           | kiemelt   | kiemelt   | kiemelt   | 10,09         | 1.            | 9.*           | 9,87          | 1.            | 3.            | 9,63    |          |
| Usain Bolt                                                           | 200 m           |           |           |           | 20,39         | 1.            | 5.            | 20,18         | 1.            | 5.            | 19,32   |          |
| Yohan Blake                                                          | 200 m           |           |           |           | 20,38         | 1.            | 4.            | 20,01         | 1.            | 1.            | 19,44   |          |
| Yohan Blake                                                          | 100 m           | kiemelt   | kiemelt   | kiemelt   | 10,00         | 1.            | 3.            | 9,85          | 1.            | 2.            | 9,75    |          |
| Asafa Powell                                                         | 100 m           | kiemelt   | kiemelt   | kiemelt   | 10,04         | 1.            | 5.            | 9,94          | 3.            | 6.            | 11,99   | 8.       |
| Warren Weir                                                          | 200 m           |           |           |           | 20,29         | 1.            | 2.            | 20,28         | 2.            | 7.            | 19,84   |          |
| Dane Hyatt                                                           | 400 m           |           |           |           | 45,00         | 4.            | 4.            | 45,59         | 4.            | 19.           | kiesett | kiesett  |
| Rusheen McDonald                                                     | 400 m           |           |           |           | 46,67         | 4.            | 36.           | kiesett       | kiesett       | kiesett       | kiesett | kiesett  |
| Jermaine Gonzales                                                    | 400 m           |           |           |           | 45,61         | 6.            | 23.           | kiesett       | kiesett       | kiesett       | kiesett | kiesett  |
| Hansle Parchment                                                     | 110 m gát       |           |           |           | 13,32         | 2.            | 5.            | 13,14         | 2.            | 4.            | 13,12   |          |
| Richard Phillips                                                     | 110 m gát       |           |           |           | 13,47         | 5.            | 13.*          | nem ért célba | nem ért célba | nem ért célba | kiesett | kiesett  |
| Andrew Riley                                                         | 110 m gát       |           |           |           | 13,59         | 5.            | 24.           | kiesett       | kiesett       | kiesett       | kiesett | kiesett  |
| Leford Green                                                         | 400 m gát       |           |           |           | 49,30         | 2.            | 14.           | 48,61         | 2.            | 9.            | 49,12   | 7.       |
| Roxroy Cato                                                          | 400 m gát       |           |           |           | 50,22         | 5.            | 31.           | kiesett       | kiesett       | kiesett       | kiesett | kiesett  |
| Josef Robertson                                                      | 400 m gát       |           |           |           | 49,98         | 5.            | 26.           | kiesett       | kiesett       | kiesett       | kiesett | kiesett  |
| Nesta Carter Michael Frater Yohan Blake Usain Bolt Kemar Bailey-Cole | 4 × 100 m váltó |           |           |           | 37,39         | 1.            | 2.            |               |               |               | 36,84   |          |
| Dane Hyatt Riker Hylton Jermaine Gonzales Errol Nolan                | 4 × 400 m váltó |           |           |           | nem ért célba | nem ért célba | nem ért célba |               |               |               | kiesett | kiesett  |

| Versenyző     | Versenyszám   | Selejtező | Selejtező | Döntő    | Döntő    |
| Versenyző     | Versenyszám   | Eredmény  | Helyezés  | Eredmény | Helyezés |
| ------------- | ------------- | --------- | --------- | -------- | -------- |
| Demar Forbes  | Távolugrás    | 779 cm    | 19.       | kiesett  | kiesett  |
| Dorian Scott  | Súlylökés     | 20,31 m   | 11.       | 20,61 m  | 10.      |
| Traves Smikle | Diszkoszvetés | 61,85 m   | 20.       | kiesett  | kiesett  |
| Jason Morgan  | Diszkoszvetés | 57,46 m   | 39.       | kiesett  | kiesett  |

Női
| Versenyző | Versenyszám     | Selejtező | Selejtező | Selejtező | Előfutam   | Előfutam   | Előfutam   | Elődöntő | Elődöntő | Elődöntő | Döntő   | Döntő    |
| Versenyző | Versenyszám     | Idő       | Hely.     | Össz.     | Idő        | Hely.      | Össz.      | Idő      | Hely.    | Össz.    | Idő     | Helyezés |
| --- | --------------- | --------- | --------- | --------- | ---------- | ---------- | ---------- | -------- | -------- | -------- | ------- | -------- |
| Shelly-Ann Fraser-Pryce                                                                                                   | 100 m           | kiemelt   | kiemelt   | kiemelt   | 11,00      | 1.         | 7.         | 10,85    | 1.       | 2.       | 10,75   |          |
| Shelly-Ann Fraser-Pryce                                                                                                   | 200 m           |           |           |           | 22,71      | 1.         | 9.*        | 22,34    | 2.       | 4.       | 22,09   |          |
| Veronica Campbell-Brown                                                                                                   | 200 m           |           |           |           | 22,75      | 3.         | 11.*       | 22,32    | 1.       | 3.       | 22,38   | 4.       |
| Veronica Campbell-Brown                                                                                                   | 100 m           | kiemelt   | kiemelt   | kiemelt   | 10,94      | 1.         | 3.         | 10,89    | 2.       | 3.       | 10,81   |          |
| Kerron Stewart | 100 m           | kiemelt   | kiemelt   | kiemelt   | 11,08      | 3.         | 14.        | 11,04    | 4.       | 9.       | kiesett | kiesett  |
| Sherone Simpson | 200 m           |           |           |           | 22,97      | 3.         | 18.        | 22,71    | 6.       | 13.      | kiesett | kiesett  |
| Novlene Williams-Mills | 400 m           |           |           |           | 50,88      | 1.         | 6.         | 49,91    | 3.       | 3.       | 50,11   | 5.       |
| Rosemarie Whyte | 400 m           |           |           |           | 50,90      | 2.         | 7.         | 50,98    | 3.       | 8.       | 50,79   | 8.       |
| Christine Day | 400 m           |           |           |           | 51,05      | 2.         | 8.         | 51,19    | 4.       | 10.      | kiesett | kiesett  |
| Kenia Sinclair | 800 m           |           |           |           | nem indult | nem indult | nem indult | kiesett  | kiesett  | kiesett  | kiesett | kiesett  |
| Shermaine Williams | 100 m gát       |           |           |           | 13,07      | 5.         | 19.        | 12,83    | 3.       | 11.*     | kiesett | kiesett  |
| Brigitte Foster-Hylton | 100 m gát       |           |           |           | 13,98      | 7.         | 40.        | kiesett  | kiesett  | kiesett  | kiesett | kiesett  |
| Latoya Greaves | 100 m gát       |           |           |           | nem indult | nem indult | nem indult | kiesett  | kiesett  | kiesett  | kiesett | kiesett  |
| Kaliese Spencer | 400 m gát       |           |           |           | 54,02      | 2.         | 3.         | 54,20    | 2.       | 4.       | 53,66   |          |
| Nickiesha Wilson | 400 m gát       |           |           |           | 55,53      | 2.         | 16.        | 55,77    | 5.       | 15.      | kiesett | kiesett  |
| Melaine Walker | 400 m gát       |           |           |           | 54,78      | 2.         | 8.         | 55,74    | 6.       | 14.      | kiesett | kiesett  |
| Korene Hinds | 3000 m akadály  |           |           |           | 9:37,95    | 10.        | 24.        |          |          |          | kiesett | kiesett  |
| Shelly-Ann Fraser-Pryce Sherone Simpson Veronica Campbell-Brown Kerron Stewart Samantha Henry Robinson Schillonie Calvert | 4 × 100 m váltó |           |           |           | 42,37      | 2.         | 4.         |          |          |          | 41,41   |          |
| Christine Day Rosemarie Whyte Shericka Williams Novlene Williams-Mills Shereefa Lloyd                                     | 4 × 400 m váltó |           |           |           | 3:25,13    | 1.         | 4.         |          |          |          | 3:20,95 |          |

Női
| Versenyző         | Versenyszám   | Selejtező | Selejtező | Döntő    | Döntő    |
| Versenyző         | Versenyszám   | Eredmény  | Helyezés  | Eredmény | Helyezés |
| ----------------- | ------------- | --------- | --------- | -------- | -------- |
| Kimberly Williams | Hármasugrás   | 14,53 m   | 2.        | 14,48 m  | 6.       |
| Trecia Smith      | Hármasugrás   | 14,31 m   | 7.        | 14,35 m  | 7.       |
| Allison Randall   | Diszkoszvetés | 58,06 m   | 29.       | kiesett  | kiesett  |

* - egy másik versenyzővel azonos eredményt ért el

## Lovaglás
Lovastusa
| Versenyző       | Ló           | Versenyszám | Díjlovaglás | Díjlovaglás | Tereplovaglás | Tereplovaglás | Tereplovaglás | Díjugratás | Díjugratás  | Díjugratás | Díjugratás | Végeredmény | Végeredmény |
| Versenyző       | Ló           | Versenyszám | Díjlovaglás | Díjlovaglás | Tereplovaglás | Tereplovaglás | Tereplovaglás | Selejtező  | Selejtező   | Selejtező  | Döntő      | Végeredmény | Végeredmény |
| Versenyző       | Ló           | Versenyszám | Bünt.       | Hely.       | Bünt.         | Bünt. össz.   | Hely.         | Bünt.      | Bünt. össz. | Hely.      | Bünt.      | Bünt.       | Helyezés    |
| --------------- | ------------ | ----------- | ----------- | ----------- | ------------- | ------------- | ------------- | ---------- | ----------- | ---------- | ---------- | ----------- | ----------- |
| Samantha Albert | Carraig Dubh | Egyéni      | 67,20       | 69.         | 54,00         | 121,20        | 59.           | 21,00      | 142,20      | 51.        | kiesett    | 142,20      | 51.         |

## Taekwondo
Férfi
| Versenyző       | Versenyszám | Nyolcaddöntő              | Negyeddöntő       | Elődöntő          | Vigaszág negyeddöntő | Vigaszág elődöntő | Bronz- mérkőzés   | Döntő             | Helyezés |
| Versenyző       | Versenyszám | Ellenfél Eredmény         | Ellenfél Eredmény | Ellenfél Eredmény | Ellenfél Eredmény    | Ellenfél Eredmény | Ellenfél Eredmény | Ellenfél Eredmény | Helyezés |
| --------------- | ----------- | ------------------------- | ----------------- | ----------------- | -------------------- | ----------------- | ----------------- | ----------------- | -------- |
| Kenneth Edwards | Nehézsúly   | Liu Hsziao-po (CHN) · 4–6 | kiesett           | kiesett           |                      |                   |                   |                   | 11.      |

## Úszás
Női
| Versenyző     | Versenyszám | Előfutam | Előfutam | Előfutam | Elődöntő | Elődöntő | Elődöntő | Döntő   | Döntő    |
| Versenyző     | Versenyszám | Idő      | Hely.    | Össz.    | Idő      | Hely.    | Össz.    | Idő     | Helyezés |
| ------------- | ----------- | -------- | -------- | -------- | -------- | -------- | -------- | ------- | -------- |
| Alia Atkinson | 50 m gyors  | 25,98    | 4.       | 37.      | kiesett  | kiesett  | kiesett  | kiesett | kiesett  |
| Alia Atkinson | 100 m mell  | 1:07,39  | 1.       | 10.      | 1:07,48  | 4.*      | 8.**     | 1:06,93 | 4.       |
| Alia Atkinson | 200 m mell  | 2:28,77  | 1.       | 27.      | kiesett  | kiesett  | kiesett  | kiesett | kiesett  |

* - egy másik versenyzővel azonos eredményt ért el

** - egy másik versenyzővel azonos eredményt ért el, szétúszás után 1:06,79-es idővel továbbjutott